# Ramón Vargas
Ramón Vargas (* 11. září 1960 Ciudad de México, Mexiko) je mexický zpěvák a operní pěvec-tenorista, který celosvětově proslul jakožto výrazný a uznávaný interpret lyrických pěveckých rolí ve stylu italského bel-canta.

## Biografie
Se zpěvem začínal jakožto chlapecký sopranista ve věku 9 let v chlapeckém pěveckém sboru při bazilice v Guadalupe. Po ukončení základní školy studoval na pedagogické škole, později se nechal přemluvit ke studiu zpěvu na umělecké škole. V roce 1982 zvítězil v mexické národní pěvecké soutěži začal zpívat v národní opeře v Mexiko City. V téže době se také přihlásil do pěvecké soutěže Enrica Carusa v Miláně, kterou následně také vyhrál.
Další dva roky zůstal v Evropě a dále studoval operní zpěv ve Vídni, posléze přijal své první evropské angažmá v opeře v Luzernu.